# Стів Патрік
Стів Патрік (англ. Steve Patrick, нар. 4 лютого 1961, Вінніпег) — канадський хокеїст, що грав на позиції крайнього нападника. Грав за збірну команду Канади.

## Ігрова кар'єра
Професійну хокейну кар'єру розпочав 1980 року.
1980 року був обраний на драфті НХЛ під 20-м загальним номером командою «Баффало Сейбрс». 
Протягом професійної клубної ігрової кар'єри, що тривала 7 років, захищав кольори команд «Баффало Сейбрс», «Нью-Йорк Рейнджерс» та «Квебек Нордікс».
Виступав за збірну Канади.

## Сім'я
Його молодший рідний брат Джеймс Патрік також хокеїст, а покійний батько Стівен Патрік відомий канадський політик. 

## Статистика
| Сезон        | Клуб                 | Ліга         | Регулярний сезон | Регулярний сезон | Регулярний сезон | Регулярний сезон | Регулярний сезон | Плей-оф | Плей-оф | Плей-оф | Плей-оф | Плей-оф |
| Сезон        | Клуб                 | Ліга         | І                | Г                | П                | О                | ШХ               | І       | Г       | П       | О       | ШХ      |
| ------------ | -------------------- | ------------ | ---------------- | ---------------- | ---------------- | ---------------- | ---------------- | ------- | ------- | ------- | ------- | ------- |
| 1980-81      | «Баффало Сейбрс»     | НХЛ          | 30               | 1                | 7                | 8                | 25               | 5       | 0       | 1       | 1       | 6       |
| 1981-82      | «Рочестер Американс» | АХЛ          | 38               | 11               | 9                | 20               | 15               | 5       | 3       | 2       | 5       | 12      |
| 1981-82      | «Баффало Сейбрс»     | НХЛ          | 41               | 8                | 8                | 16               | 64               | -       | -       | -       | -       | -       |
| 1982-83      | «Баффало Сейбрс»     | НХЛ          | 56               | 9                | 13               | 22               | 26               | 2       | 0       | 0       | 0       | 0       |
| 1983-84      | «Рочестер Американс» | АХЛ          | 30               | 8                | 14               | 22               | 33               | 13      | 2       | 1       | 3       | 18      |
| 1983-84      | «Баффало Сейбрс»     | НХЛ          | 11               | 1                | 4                | 5                | 6                | 1       | 0       | 0       | 0       | 0       |
| 1984-85      | «Баффало Сейбрс»     | НХЛ          | 14               | 2                | 2                | 4                | 4                | -       | -       | -       | -       | -       |
| 1984-85      | «Нью-Йорк Рейнджерс» | НХЛ          | 43               | 11               | 18               | 29               | 63               | 1       | 0       | 0       | 0       | 0       |
| 1985-86      | «Нью-Йорк Рейнджерс» | НХЛ          | 28               | 4                | 3                | 7                | 37               | -       | -       | -       | -       | -       |
| 1985-86      | «Квебек Нордікс»     | НХЛ          | 27               | 4                | 13               | 17               | 17               | 3       | 0       | 0       | 0       | 6       |
| Усього в НХЛ | Усього в НХЛ         | Усього в НХЛ | 250              | 40               | 68               | 108              | 242              | 12      | 0       | 1       | 1       | 12      |